# Браун, Маркус (боксёр)
Маркус Браун (англ. Marcus Browne; род. 10 ноября 1990, Статен-Айленд, Нью-Йорк, штат Нью-Йорк, США) — американский боксёр-профессионал, выступающий в полутяжёлой весовой категории (до 79, 4 кг). Член сборной США по боксу в любителях.
Среди профессионалов бывший временный чемпион мира по версии WBA (2019), чемпион по версии WBC Silver (2019) и чемпиона США по версии WBC (USNBC) (2016) в полутяжёлом весе.

## Любительская карьера
В 2012 году в составе сборной команды США по боксу участвовал в летних Олимпийских играх в Лондоне, но в 1-м раунде соревнований проиграл с близким счётом австралийцу Дэмьену Хуперу.

## Профессиональная карьера
Профессиональную карьеру боксёра Маркус начал в ноябре 2012 года.

#### Чемпионский бой с Баду Джеком
19 января 2019 года победил единогласным решением судей, и завоевал титул временного чемпиона мира по версии WBA в полутяжёлом весе.
3 августа 2019 года проводит первую защиту титула против Жана Паскаля. В 8 раунде у Брауна открывается надбровное рассечение с обильным кровотечением. Бой остановлен. Браун теряет титул. Счет по очкам был 106:51 в пользу Брауна. 

## Статистика профессиональных боёв
В таблице перечислены результаты всех поединков боксёров.
В каждой строке указан результат поединка. Дополнительно номер поединка обозначен цветом, который обозначает итог поединка. Расшифровка обозначений и цветов представлена в нижеследующей таблице.
| Пример | Расшифровка                     |
| ------ | ------------------------------- |
|        | Победа                          |
|        | Ничья                           |
|        | Поражение                       |
|        | Планируемый поединок            |
|        | Поединок признан несостоявшимся |
| КО     | Нокаут                          |
| ТКО    | Технический нокаут              |
| PTS    | Решение судей (по очкам)        |
| UD     | Единогласное решение судей      |
| MD     | Решение большинства судей       |
| SD     | Раздельное решение судей        |
| RTD    | Отказ от продолжения боя        |
| DQ     | Дисквалификация                 |
| NC     | Поединок признан несостоявшимся |

| 27 поединков, 25 побед (16 нокаутом), 2 поражения. | 27 поединков, 25 побед (16 нокаутом), 2 поражения. | 27 поединков, 25 побед (16 нокаутом), 2 поражения. | 27 поединков, 25 побед (16 нокаутом), 2 поражения.      | 27 поединков, 25 побед (16 нокаутом), 2 поражения. | 27 поединков, 25 побед (16 нокаутом), 2 поражения.                                                                                      |
| Бой                                                | Дата                                               | Соперник                                           | Место проведения                                        | Результат                                          | Примечание |
| -------------------------------------------------- | -------------------------------------------------- | -------------------------------------------------- | ------------------------------------------------------- | -------------------------------------------------- | --- |
| 24-2                                               | 17 декабря 2021                                    | Артур Бетербиев (16-0)                             | Bell Centre, Монреаль, Канада                           | KO 9 (12), 0:46                                    | Бой за титул чемпиона мира по версиям WBC (2-я защита Бетербиева) и IBF (5-я защита Бетербиева) в полутяжёлом весе.                     |
| 24-1                                               | 20 апреля 2021                                     | Денис Грачёв (20-12-1)                             | Shrine Exposition Center, Лос-Анджелес, Калифорния, США | UD (10)                                            | Счёт: 100-90 (трижды). |
| 23-1                                               | 3 августа 2019                                     | Жан Паскаль (33-6-1)                               | Барклайс-центр, Бруклин, Нью-Йорк, США                  | TD 8 (12), 1:49                                    | Счёт: 74-75 (трижды). Защита титула временного чемпиона мира по версии WBA и титула WBC Silver (1-я защита Брауна) в полутяжёлом весе.  |
| 23-0                                               | 19 января 2019                                     | Баду Джек (22-1-3)                                 | MGM Grand, Лас-Вегас, США                               | UD (12)                                            | Счёт: 117-110, 116-111, 119-108. Завоевал титул временного чемпиона мира по версии WBA и вакантный титул WBC Silver в полутяжёлом весе. |
| 22-0                                               | 4 августа 2018                                     | Ленин Кастильо (18-1-1)                            | Нассау Ветеранз Мемориал Колизеум, Юниондейл, США       | UD (10)                                            | Счёт: 97-92, 98-91 (дважды). Браун в нокдауне в пятом раунде.                                                                           |
| 21-0                                               | 20 января 2018                                     | Фрэнси Нтету (17-1)                                | Барклайс-центр, Бруклин, Нью-Йорк, США                  | TKO 1 (10), 2:15                                   | |
| 20-0                                               | 15 июля 2017                                       | Шон Монаган (28-0)                                 | Nassau Coliseum, Нью-Йорк, штат Нью-Йорк, США           | TKO 2 (10), 0:40                                   | |
| 19-0                                               | 18 февраля 2017                                    | Томас Уильямс-мл. (20-2)                           | Cintas Center, Цинциннати, Огайо, США                   | КО 6 (10), 2:18                                    | Уильямс в нокдауне во 2, 4 и 6 раундах.                                                                                                 |
| 18-0                                               | 16 апреля 2016                                     | Радивое Калайджич (21-0)                           | Барклайс-центр, Бруклин, Нью-Йорк, США                  | SD (8)                                             | Счёт: 76-74, 74-76, 76-75. Завоевал вакантный титул чемпиона США по версии WBC (USNBC) в полутяжёлом весе.                              |
| 17-0                                               | 5 декабря 2015                                     | Франсиско Сьерра (26-9-1)                          | Барклайс-центр, Бруклин, Нью-Йорк, США                  | TKO 4 (10), 0:01                                   | |
| 16-0                                               | 12 сентября 2015                                   | Габриель Кампильо (25-7-1)                         | Foxwoods Resort Casino, Ледьярд, Коннектикут, США       | KO 1 (10), 0:55                                    | |
| 15-0                                               | 29 мая 2015                                        | Корнелиус Уайт (21-3)                              | Барклайс-центр, Бруклин, Нью-Йорк, США                  | UD (10)                                            | Счёт: 99-91, 99-91, 98-92. |
| 14-0                                               | 11 апреля 2015                                     | Аарон Прайор-младший (19-7-1)                      | Барклайс-центр, Бруклин, Нью-Йорк, США                  | RTD 6 (10)                                         | |
| 13-0                                               | 11 ноября 2014                                     | Джордж Блейдс (23-6)                               | Pechanga Resort & Casino, Темекьюла, Калифорния, США    | KO 1 (8), 1:25                                     | |
| 12-0                                               | 9 августа 2014                                     | Пол Васкес (10-5-1)                                | Барклайс-центр, Бруклин, Нью-Йорк, США                  | TKO 1 (10), 0:28                                   | |
| 11-0                                               | 27 июня 2014                                       | Донта Вудс (8-2)                                   | Hard Rock Hotel and Casino, Лас-Вегас, Невада, США      | TKO 1 (8), 1:31                                    | |
| 10-0                                               | 19 апреля 2014                                     | Отис Гриффин (24-15-2)                             | D.C. Armory, Вашингтон, США                             | UD (8)                                             | Счёт: 80-71, 80-71, 80-71. |
| 9-0                                                | 30 января 2014                                     | Кентрелл Клейборн (4-8)                            | Барклайс-центр, Бруклин, Нью-Йорк, США                  | UD (6)                                             | Счёт: 60-54, 60-54, 60-54. |
| 8-0                                                | 7 декабря 2013                                     | Кевин Энджел (20-8)                                | Барклайс-центр, Бруклин, Нью-Йорк, США                  | TKO 1 (6), 3:00                                    | |
| 7-0                                                | 30 сентября 2013                                   | Ламонт Уильямс (5-1-1)                             | Барклайс-центр, Бруклин, Нью-Йорк, США                  | UD (8)                                             | Счёт: 79-72, 79-72, 76-75. |
| 6-0                                                | 19 августа 2013                                    | Роберт Хилл (1-1)                                  | Best Buy Theater, Нью-Йорк, США                         | KO 1 (4), 0:59                                     | |
| 5-0                                                | 22 июня 2013                                       | Рикардо Кампильо (7-6-1)                           | Барклайс-центр, Бруклин, Нью-Йорк, США                  | TKO 2 (6), 1:00                                    | |
| 4-0                                                | 27 апреля 2013                                     | Тинил Гойко (4-5-1)                                | Барклайс-центр, Бруклин, Нью-Йорк, США                  | TKO 2 (4), 0:54                                    | |
| 3-0                                                | 9 марта 2013                                       | Джош Торп (1-2)                                    | Барклайс-центр, Бруклин, Нью-Йорк, США                  | TKO 1 (4), 2:42                                    | |
| 2-0                                                | 15 декабря 2012                                    | Ричи Черри (3-5)                                   | Memorial Sports Arena, Лос-Анджелес, Калифорния, США    | KO 1 (4), 2:59                                     | |
| 1-0                                                | 9 ноября 2012                                      | Кодейл Форд (2-0)                                  | Fantasy Springs Resort Casino, Индио, Калифорния, США   | TKO 3 (4), 1:04                                    | |

## Спортивные достижения

### Титулы
- 2016  Чемпион США по версии WBC (USNBC) в полутяжёлом весе.

#### Профессиональные мировые
- 2019  Временный чемпион мира по версии WBA в полутяжёлом весе.